# Bill O'Reilly
Pour les articles homonymes, voir O'Reilly.
Pour le joueur de cricket australien, voir Bill O'Reilly (cricket).
William James O'Reilly, Jr., dit Bill O'Reilly, né le 10 septembre 1949 à Manhattan (New York), est un animateur de télévision et polémiste américain souvent associé au Parti républicain. Travaillant à la fois à la télévision, à la radio et dans la presse écrite, il est surtout connu pour être le présentateur de l'émission d'information The O'Reilly Factor, diffusée sur Fox News Channel. Il présente aussi une émission de radio en syndication, The Radio Factor, et écrit plusieurs livres consacrés à ses convictions socio-politiques.
Bill O'Reilly prend position ouvertement comme conservateur ou néoconservateur sur la plupart des sujets qu'il aborde, que ce soit à propos de l'avortement, du mariage entre personnes de même sexe, de la religion et des guerres en Afghanistan et en Irak. 
En avril 2017, il est licencié de Fox News à la suite de nouvelles accusations de harcèlement sexuel.

## Biographie

### Jeunesse et formation
Fils de William James et d'Angela « Ann » O'Reilly, Bill O'Reilly naît à New York. Son père est comptable pour la compagnie pétrolière Caltex. En 1951, la famille O'Reilly s'installe à Long Island où Bill O'Reilly passe son enfance et son adolescence. Après ses études primaires à la St Brigid Parochial School de Westbury, il fait ses études secondaires à la Chaminade High School.
En 1967, Bill O'Reilly est accepté au Marist College où, entre autres, il participe à la rédaction du journal du Collège et joua comme semi-professionnel dans l'équipe de baseball des Brooklyn Monarchs. Il obtient son Bachelor of Arts (licence) avec, comme matière principale, l'histoire en 1971.

### Carrière
Diplômé en histoire, il part vivre à Miami où il enseigne l'histoire et l'anglais pendant deux ans au Monsignor Pace High School. Il reprend ensuite des études supérieures et obtient un Master of Arts (mastère 2) en journalisme de l'université de Boston en 1976. Durant ses études à Boston, il côtoie Howard Stern et effectue des reportages ou rédige des éditoriaux pour des journaux locaux comme The Boston Phoenix. Il rédige également des critiques de cinéma pour The Miami Herald.
Il commence sa carrière de journaliste de télévision sur la chaîne locale WNEP-TV à Scranton en Pennsylvanie où il lui arrive aussi de présenter la météo. Par la suite, il rejoint la chaîne WFAA-TV à Dallas au Texas où il recevra le prix du meilleur journaliste d'investigation par le club de presse de Dallas. Sa carrière le conduit ensuite sur la chaîne KMGH-TV à Denver au Colorado où il reçoit encore un prix pour un reportage. Il travaille encore pour diverses chaînes comme KATU-TV à Portland, Oregon, ainsi que pour des chaînes locales de Hartford (Connecticut) et de Boston (Massachusetts).
En 1980, il présente pour la première fois sa propre émission sur WCBS-TV à New York où il remporte un prix pour ses enquêtes sur la corruption dans la police locale.
En 1982, il devient correspondant de la chaîne nationale CBS News et couvre les guerres des Malouines et du Salvador. En 1986, il rejoint ABC News comme correspondant pour le journal du soir.
En 1989, O'Reilly devient éditorialiste syndiqué de King World Program, Inside Edition. 
Il est, à l'époque, l'un des premiers journalistes américains à couvrir la chute du mur de Berlin.
En 1995, O'Reilly quitte la présentation de Inside Edition et s'inscrit à l'université Harvard où il obtient un Master of Public Administration de la John F. Kennedy School of Government. Il est embauché par Roger Ailes pour présenter un talk-show sur Fox News Channel, appelé The O'Reilly Report vite rebaptisé The O'Reilly Factor. Avec une audience moyenne de 3,25 millions de téléspectateurs, Bill O'Reilly devient le 11e animateur de talk-show le plus regardé du pays.  
Parmi les personnages que Stephen Colbert interprète, Bill O'Reilly a inspiré la création de « Stephen Colbert » qui fait office de double maléfique au comédien. Le vrai Stephen est humaniste et clairement démocrate, l'autre Stephen est vindicatif et républicain. L'annonce du licenciement par la Fox de O'Reilly a fait réagir Colbert dans son talk-show The Late Show with Stephen Colbert du 19 avril 2017.
Il a écrit de nombreux romans historiques à succès du New York Times, portant sur des assassinats réels ou supposés, principalement de présidents américains. On peut citer Killing Lincoln (2011), Killing Kennedy (2012), Killing Jesus (2013) et Killing Reagan (2015), qui ont été adaptés en téléfilms entre 2011 et 2016. Cela l'amène à être régulièrement interviewé après la tentative d'assassinat de D. Trump.

### Vie privée
En 1996, il épouse Maureen E. McPhilmy. Ils ont deux enfants : une fille Madeline, en 1998, et un fils Spencer, né en 2003. Le couple divorce en 2011.

## Politique
Dans son livre The O'Reilly Factor, Bill O'Reilly affirme être politiquement indépendant. Il a néanmoins été membre du Parti républicain du comté de Nassau sur Long Island de 1994 à 2000. Dans son livre Culture Warrior, il se définit comme un traditionaliste et un populiste en guerre contre les progressistes laïcs.
En février 2017, il interpelle Donald Trump, fraîchement investi président des États-Unis, et lui reproche de ne pas condamner le président russe Vladimir Poutine, « un tueur » selon lui.

## Harcèlement sexuel
Selon le New York Times, Bill O'Reilly et Fox News auraient versé 13 millions de dollars à cinq femmes en échange de leur silence. Deux accusations étaient déjà connues : en 2002, Bill O’Reilly avait injurié une jeune journaliste devant la rédaction. 
En 2004, une ex-productrice de la chaîne a obtenu 9 millions de dollars dans le cadre d’un arrangement à l’amiable. D’après la plainte, Bill O’Reilly lui avait demandé d’acheter un vibromasseur et l'avait également appelée pour décrire des fantasmes la concernant pendant qu’il se masturbait au téléphone. Alors que cette dernière avait enregistré certaines de ces conversations, Bill O’Reilly l'avait menacée disant que toute femme se plaignant de son comportement « le paierait tellement cher qu’elle regretterait d’être née ». 
En 2016, après un autre scandale sexuel affectant la direction de Fox News, trois autres accords ont été négociés pour plus de 1 million de dollars avec des victimes de Bill O’Reilly. Ces scandales attirent l'attention de l'organisation activiste Sleeping Giants qui incite au boycott des annonceurs de la chaîne tant qu'ils n'auront pas coupé tout lien avec les chaînes où Bill O'Reilly est animateur, ce qui conduira à son licenciement en avril 2017,. 
En octobre 2017, dans le contexte des révélations suivant l'affaire Harvey Weinstein, le New York Times fait état d'un accord négocié en janvier 2017 avec Lies Wiehl, qui était apparue dans certaines émissions d'O'Reilly en tant qu'expert en droit, pour un montant de 32 millions de dollars en échange de l'abandon des poursuites pour harcèlement répété, rapport sexuel non consenti et envoi d'images à caractère pornographique. Selon le NYT, Fox News aurait renouvelé, en février 2017, le contrat d'O'Reilly alors même que la chaîne était au courant de la transaction et n'aurait décidé d'y mettre fin qu'au moment où la révélation de certains de ces accords négociés risquait de provoquer des pertes d'audience.

## Ouvrages
- Those Who Trespass, Bancroft Press, avril 1998; réimprimé en 2004, 288 pages.  (ISBN 0-9631246-8-4).
- The O'Reilly Factor: The Good, the Bad, and the Completely Ridiculous in American Life, Broadway Books, septembre 2000; réédition 2002, 224 pages.  (ISBN 0-7679-0528-8).
- The No Spin Zone, Broadway Books, octobre 2001, réédition mars 2003, 208 pages.  (ISBN 0-7679-0848-1).
- Who's Looking Out For You?, Broadway Books, septembre 2003, réédition septembre 2004, 224 pages,  (ISBN 0-7679-1379-5).
- The O'Reilly Factor For Kids: A Survival Guide for America's Families, Harper Entertainment, septembre 2004 réédition chez Harper Paperbacks, septembre 2005, 208 pages,  (ISBN 0-06-054424-4).
- Culture Warrior, Broadway Books, septembre 2006, 240 pages,  (ISBN 0-7679-2092-9).
- A Bold Fresh Piece of Humanity: A Memoir 2008
- Pinheads and Patriots: Where You Stand in the Age of Obama, William Morrow, 2010,  (ISBN 0061950718).
- Killing Lincoln: The Shocking Assassination that Changed America Forever, Henry Holt and Co.., 2011,  (ISBN 0-8050-9307-9).
- Killing Kennedy: The End of Camelot, Henry Holt and Co.., 2012,  (ISBN 978-0-8050-9666-8).
- Killing Jesus: A History, Henry Holt and Co.., 2013,  (ISBN 978-0-8050-9854-9).
- Killing Patton: The Strange Death of World War II's Most Audacious General, Henry Holt and Co., 2014,  (ISBN 978-0-8050-9668-2).
- Killing Reagan: The Violent Assault That Changed a Presidency, Henry Holt and Co., 2015,  (ISBN 978-1-6277-9241-7).
- Killing the Rising Sun: How America Vanquished World War II Japan, Henry Holt and Co., 2016,  (ISBN 978-1-6277-9062-8).
- Killing England: The Brutal Struggle for American Independence, Henry Holt and Co., 2017,  (ISBN 978-1-6277-9064-2).
- Killing the SS: The Hunt for the Worst War Criminals in History, Henry Holt and Co., 2018,  (ISBN 978-1-2501-6554-1).
- The United States of Trump: How the President Really Sees America, Thorndike Press, 2019,  (ISBN 978-1-4328-6935-9).
- Killing Crazy Horse: The Merciless Indian Wars in America, Henry Holt and Co., 2020,  (ISBN 978-1-6277-9704-7).
- Killing the Mob: The Fight Against Organized Crime in America, St. Martin's Press, 2021,  (ISBN 978-1-2502-7365-9).
- Killing the Killers: The Secret War Against Terrorists, St. Martin's Press, 2022,  (ISBN 978-1-2502-7925-5).
- Killing the Legends: The Lethal Danger of Celebrity, St. Martin's Press, 2022,  (ISBN 978-1-2502-8330-6).

Bill O'Reilly est également chroniqueur dans différents journaux comme le New York Post et le Chicago Sun-Times

## Prix et distinctions
- 2008 : Lauréat du Governor's Award, décerné par la National Academy of Television Arts and Sciences[14].